# AQP6
AQP6‏ (Aquaporin 6) هوَ بروتين يُشَفر بواسطة جين AQP6 في الإنسان.